# Наша Родина (партия)
Наша Родина (венг. Mi Hazánk) — ультраправая политическая партия Венгрии. Лидер партии — Ласло Тороцкаи, бывший заместитель председателя партии Йоббик и мэр Ашоттхалома. По результатам выборов 3 апреля 2022 года партия набрала при голосовании по партийным спискам в едином общенациональном избирательном округе 332 440 голосов (5,88 %), преодолела процентный барьер и получила 6 мест в Государственном собрании (однопалатном парламенте Венгрии). Второй в партийном списке была Дора Дуро, шестым — Давид Доч, мэр Черхатхалапа.